# 에머슨, 레이크 & 파머
에머슨, 레이크 & 파머(Emerson, Lake & Palmer, ELP)는 1970년 런던에서 결성된 영국의 프로그레시브 록 슈퍼그룹이었다. 이 밴드는 키보드 연주자 키스 에머슨, 가수, 베이스 연주자, 기타리스트, 프로듀서 그렉 레이크, 드럼 연주자, 타악기 연주자 칼 파머로 구성되어 있다. 미국에서 9개의 골드 앨범을 비롯하여 전세계적으로 4천8백만장의 음반을 판매하면서 1970년대 프로그레시브 록 밴드들 중 가장 인기있고 상업적 성공을 거둔 이들 중 하나다. 음악적으로 클래식, 재즈, 심포닉 록 등의 사운드를 구사한 이들은 특히 에머슨의 화려한 해먼드 오르간, 무그 신시사이저, 피아노 연주가 주를 이룬다.
이 밴드는 1980년대에 에머슨, 레이크 & 파월이 파머 대신 코지 파월을 출연하면서 부분적으로 개혁했다. 그리고 나서 로버트 베리는 파머가 돌아오는 동안 레이크를 대신해서 3을 형성했다. 1991년 오리지널 트리오는 《Black Moon》(1992년)과 《In the Hot Seat》(1994년)라는 두 장의 음반을 추가로 내놓았고 1992년부터 1998년 사이 여러 차례 순회공연을 했다. 그들의 마지막 공연은 2010년 이 밴드의 40주년을 기념하기 위해 런던에서 열린 하이 볼티지 페스티벌에서 열렸다. 에머슨과 레이크 둘 다 2016년에 사망했고, 파머는 밴드의 유일한 생존 멤버로 남았다.

## 역사

### 1969-1970년: 형성과 초기 공연들
1969년 말 나이스(The Nice)의 키보드 연주자였던 키스 에머슨과 킹 크림슨(King Crimson)의 베이스자 보컬이었던 그렉 레이크는 두 밴드가 투어하던 중에 만났다. 에머슨은 새로운 밴드를 시작하려 했고 그렉은 킹 크림슨을 나가고 싶어했다. 이렇게 얘기를 나눈 둘은 1969년 12월, 샌프란시스코에서 두 밴드가 공연을 할 때 다시 만났고 공연 전 사운드 체크를 할 때 처음으로 함께 연주해 본다. 당시에 대해 에머슨은 "그렉은 현란한 베이스 라인을 연주했고 나는 뒤쪽에서 피아노를 쳤는데 순간 불꽃이 튀면서 바로 맞아떨어졌다"고 회상한다. 나이스가 1970년 3월에 해체하고 그렉은 다음 달 킹 크림슨을 나오면서 둘은 드러머를 찾기 시작했는데 생각보다 쉽지 않았다. 처음에 지미 헨드릭스 익스피리언스가 해체되고 남은 미치 미첼에게 접근하여 지미 헨드릭스를 포함하여 네 명이 함께 잼 세션을 하려고 했으나 불발되었다. 한편 이로 인해 "헨드릭스, 에머슨, 레이크, 파머"의 머릿글자를 딴 슈퍼그룹 HELP가 나올 것이라는 소문이 돌기도 했다.
에머슨의 매니저는 오토믹 루스터와 그 전에 크레이지 월드 오브 아서 브라운에서 드럼을 치던 칼 파머를 추천했다. 파머는 셋의 케미스트리가 좋았으나 오토믹 루스터가 막 주목을 받고 있던 때라 조금 주저했다고 한다. 이후 몇 주간 함께 연주를 해보고 나서야 합류하기로 결정했다. 밴드 이름으로 처음에는 트리톤(Triton)이라는 이름이 나왔고 이후 트라이엄버럿(Triumvirate), 시호스(Seahorse) 등이 있었으나 결국 에머슨, 레이크 & 파머로 결정되었다.

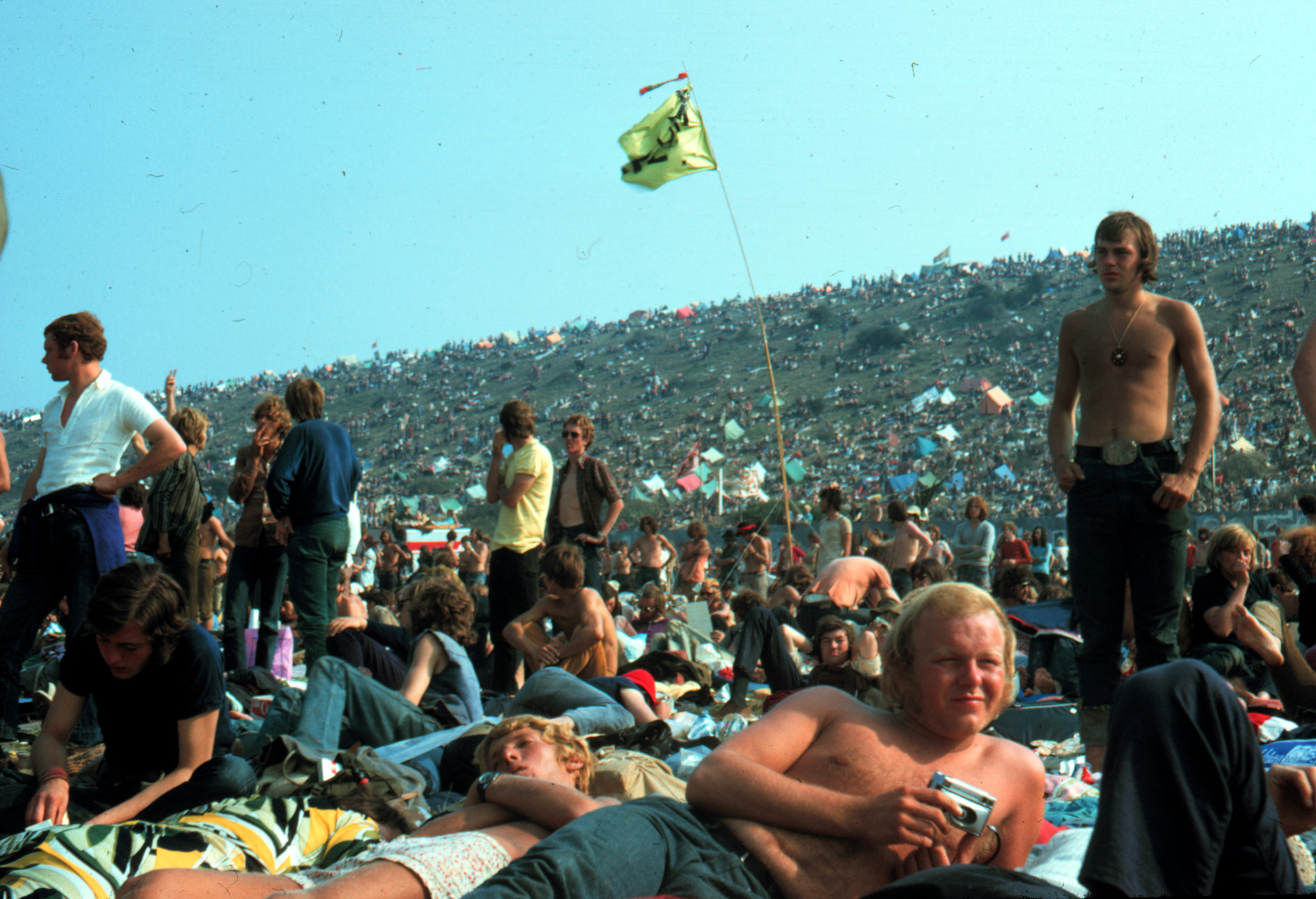
1970년 웨이트 섬 페스티벌에서 두 번째 공연

공연을 위해 곡을 준비했는데 벨라 바르톡의 피아노 곡을 편곡한 "The Barbarian", 데이브 브루벡의 재즈 스탠다드 "Blue Rondo à la Turk"를 편곡하여 에머슨이 나이스와 녹음을 했었던 "Rondo", 그리고 에머슨이 런던 로얄 페스티벌 홀에서 공연했던 모데스트 무소륵스키의 전람회의 그림을 보고 감명을 받아 록으로 편곡한 것이 있었다. 공연에서 사운드를 향상시키기 위해 9천 파운드를 들여 사운드 믹서를 구입했고 미국에서 수입된 무그 모듈러 신세사이저를 위해 4천 파운드를 썼다.
이들의 첫 번째 공연은 1970년 8월 23일 런던 교외의 플리머스 길드홀에서 였는데 공연이 실패할까봐 일부러 작은 곳을 골랐다고 한다. 공연은 성공적이었고 이어 두 번째로 약 60만명이 모인 웨이트 섬 페스티벌에서 공연했는데 여기서 대중들과 언론들의 엄청난 관심이 쏟아지기 시작했다. "Pictures at an Exhibition" 곡이 끝나갈 즈음에는 실제 대포를 쏘기도 했다.
성공적인 데뷔를 하고 나서 ELP는 E.G. 레코드와 계약을 맺는데 이들은 영국에서 아일랜드 레코드를, 미국에서는 애틀랜틱 레코드의 북미 지역 자회사인 코틸리온 레코드를 통해 유통을 하고 있었다. 에머슨은 애틀랜틱 사장이었던 아흐메트 에르테군이 자신들을 영입한 것에 대해 "우리는 앨범이 나오기도 전에 이미 2만석의 공연을 할 정도였기에 앨범이 나오면 많은 이들이 살 것이라고 생각했다"고 했다.

### 1970-1971년: 데뷔 앨범, 《Tarkus》, 《Pictures at an Exhibition》

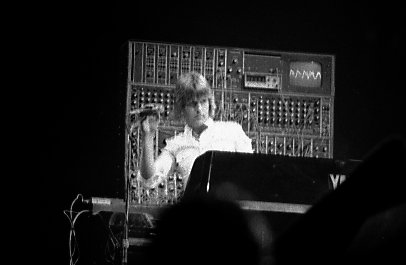
1977년 공연 중인 키스 에머슨

데뷔 공연 이후 몇 달 간 어드비전 스튜디오에서 데뷔 앨범 녹음을 진행했는데 킹 크림슨에서와도 같이 레이크가 제작자의 역할을 했으며 엔지니어는 에디 오포드였다. 여기에는 "The Barbarian", "Take a Pebble", 그리고 레오시 야나체크의 신포니에타 첫 악장과 요한 제바스티안 바흐의 프랑스 모음곡 1번 라단조의 알레망드를 기반으로 한 "Knife-Edge", 파머의 드럼 솔로가 담긴 "Tank", 3 파트로 이루어진 "The Three Faces", 그리고 레이크가 열 두 살때 지은 어쿠스틱 발라드 곡 "Lucky Man"이 담겼다. 이 앨범은 1970년 11월 발매되어 영국에서 4위, 미국에서 18위에 올랐으며 싱글로 나온 "Lucky Man"은 미국에서 48위에 도달했다.
1970년 9월에서 1971년 3월까지 ELP는 영국, 독일, 오스트리아, 스위스를 돌며 첫 번째 투어를 벌였고 런던에서의 공연은 촬영되어 1972년 영화로 개봉되기도 했다.
1971년 1월 투어를 마치고 다시 어드비전 스튜디오에서 엔지니어 오포드와 함께 두 번째 앨범 《Tarkus》 녹음에 들어갔다. 첫 앨범 녹음 당시 레이크가 에머슨이 쓴 곡들을 싫어하면서 촉발된 둘의 갈등으로 인해 거의 밴드가 해체될 뻔 했었는데 밴드와 매니지먼트가 함께 만나 레이크는 자신의 곡을 쓰면서 계속 녹음 작업을 하기로 동의했다. 이 앨범은 6일 동안에 녹음되었다. 앨범의 앞 면에는 일곱 파트로 구성된 20분 짜리 곡이 차지하였고 녹음에 4일이 걸렸다. 1971년 6월 아일랜드 레코드를 통해 발매된 《Tarkus》는 영국 1위, 미국 9위에 오르며 상업적으로 대성공을 거두었으며 처음으로 북미 투어를 벌였고 이후 연말까지 유럽에서 투어를 이어갔다.
에머슨, 레이크 & 파머의 세 번째 앨범 《Pictures at an Exhibition》을 1971년 11월 영국에서 발매했다. 앨범은 3월 뉴캐슬 시티홀에서 있던 공연을 녹음한 것으로 앵콜곡인 "Nut Rocker"까지 포함되었다. 원래는 두 번째 앨범으로 내고 싶어했으나 애틀랜틱 레코드 측에서 클래식을 기반으로 한 곡이라 잘 팔리지 않을 것이며 라디오에도 잘 틀어주지 않을 것이라며 클래식이나 아방가르드 음반을 주로 다루며 더 많은 예산을 보유하고 있는 논서치 레코드를 통해 내도록 제안했다. 밴드는 이 제안을 거절했고 《Tarkus》 출반 이후로 미루었는데 에머슨에 의하면 언론과 대중들에게 자신이 단지 클래식 음악만을 하는 밴드가 아니라 직접 곡을 쓸 수도 있다는 것을 보여주기 위함이었다고 한다. 아일랜드 레코드가 미국에 25만장을 수입하기로 결정했고 이는 단기간에 다 팔렸는데 여기에는 뉴욕시의 WNEW 라디오 DJ인 스콧 무니가 전 앨범을 처음부터 끝까지 틀어주었던 것도 큰 도움이 되었다. 이에 애틀랜틱은 1972년 1월에 자회사인 코틸리온을 통해 출간을 결정했고 이 앨범은 영국에서 3위, 미국에서 10위에 올랐다.

### 1971-1974년: 《Trilogy》, 《Brain Salad Surgery》 그리고 투어

1973년 H.R. 기거가 디자인한 밴드 로고

세 번째 앨범 《Trilogy》 역시 어드비전 스튜디오에서 엔지니어 오포드와 1971년 10월에서 1972년 1월까지 작업했는데 "Hoedown"은 에런 코플런드의 로데오를 편곡한 것이었다. 발매 이후 영국에서 2위, 미국에서 5위에 올랐고 어쿠스틱 발라드 곡인 "From the Beginning"은 싱글로 발매되어 미국에서 39위에 올랐다. 레이크는 《Trilogy》를 가장 좋아하는 앨범으로 꼽기도 했다. 이어 북미, 유럽, 일본에서의 투어가 이어졌다.
1973년 ELP는 자신들만의 레이블이 를 설립하고 런던의 한 버려진 극장을 구입하여 리허설 장소로 삼았다. 6월부터 어드비전과 올림픽 스튜디오에서 《Brain Salad Surgery》 앨범 녹음을 시작했는데 이번에는 그동안 함께 했던 엔지니어 오포드가 예스와 함께 작업을 하는 바람에 크리스 킴지와 제프 영이 녹음과 믹싱을 맡았다. 가사는 레이크가 피터 신필드와 함께 썼고 커버 디자인은 H.R. 기거의 작품으로 새로이 로고가 들어갔다. 5개의 곡으로 이루어진 이 앨범에는 프로토타입 폴리포닉 신디사이저 무그 아폴로를 처음 사용한 곡 "Jerusalem"과 아르헨티나의 작곡가 알베르토 히나스테라의 피아노 협주곡 1번에서 차용한 "Toccata", 그리고 ELP의 곡들 중 가장 긴 29분 짜리 "Karn Evil 9"이 있다. 《Brain Salad Surgery》는 1973년 11월에 발매되어 영국 2위, 미국 11위를 기록했다.
1973년 11월에서 1974년 9월 까지 ELP는 북미와 유럽 투어를 벌였으며 캘리포니아 잼 페스티벌에서는 25만명의 군중이 모이기도 했으며 미국 전역에 방영되었다. 이들의 공연은 뛰어난 음악성과 과장된 연주가 그동안의 전통과는 다르게 혼합되면서 많은 비판을 받기도 했다. 에머슨은 피아노를 매달아 놓고 연주하거나 피드백을 만들기 위해 하몬드 오르간을 집어던지거나, 나이스 시절 스텝이 준 칼을 가지고 오르간의 건반을 찍어서 음을 유지하도록 하는 등의 모습을 보여주었고 파머는 회전하는 드럼 플랫폼 위에서 연주하곤 했다. 에머슨은 거대한 무그 모듈러 신시사이저를 사용했는데 열에 매우 취약한 악기였고 이들이 투어에 갖고 다니는 장비들의 무게는 거의 40톤에 육박했다. ELP는 1973-4년에 세계에서 가장 많은 관객들을 끌어모은 밴드들 중 하나였고 당시의 공연은 《Welcome Back My Friends to the Show That Never Ends》라는 제목의 세 장 짜리 라이브 앨범으로 1974년 8월에 나와 영국에서 5위, 미국에서 4위를 기록했다.

### 1974-1978년: 휴지기와 《Works》 앨범들
에머슨, 레이크 & 파머는 1974년부터 긴 휴지기를 가지다가 1976년 《Works Volume 1》 앨범 녹음을 위해 스위스의 마운틴 스튜디오와 프랑스 파리의 EMI 스튜디오에서 작업했다. 더블 앨범으로 각 멤버들이 쓴 곡들이 한 면씩 들어갔고 나머지 한 면에는 함께 쓴 곡을 넣었으며 대부분의 곡들이 오케스트라 반주와 함께 녹음되었다. 에머슨은 18분 짜리 3악장으로 이루어진 곡 "Piano Concerto No. 1"을, 레이크는 신필드와 함께 쓴 5곡을, 파머는 세르게이 프로코피예프와 바흐의 작품을 넣었다. 함께한 곡으로는 에런 코플런드의 곡 "Fanfare for the Common Man"의 연주가 있는데 코플랜드 자신이 녹음 허가를 해주었다고 한다. 《Works Volume 1》은 1977년 3월에 발매되어 영국 9위, 미국 12위에 올랐으며 싱글로 나왔던 "Fanfare for the Common Man"은 영국에서 2위에 올라 ELP의 곡들 중 가장 높은 순위를 기록했다. 이어 1973년에서 1976년까지 여러 녹음 세션에서 작업했던 비교적 짧은 곡들을 모은 《Works Volume 2》가 1977년 11월에 발매되었고 역시 성공적으로 영국 20위, 미국 37위에 올랐다.

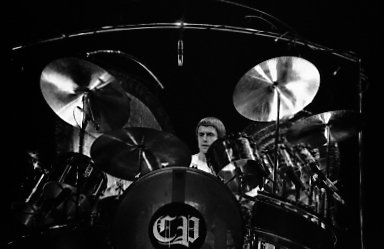
1978년 연주하는 칼 파머

이어진 투어에서 초기 18차례 공연에는 오케스트라와 합창단이 함께 하다가 재정 문제로 포기했고 몬트리얼 올림픽 스타디움에서 열린 투어 마지막 공연에 다시 오케스트라와 합창단이 가세했고 7만8천명이 운집하여 ELP의 단독 공연으로서는 최대 인파를 동원했다. 당시의 녹음이 《Emerson, Lake & Palmer in Concert》 라이브 앨범으로 1979년 발매되어 미국에서 73위에 올랐다. 레이크의 인터뷰에 의하면 당시 투어에서 3백만 달러의 적자를 보았는데 이에 대해 레이크와 파머는 에머슨이 오케스트라를 기용했기 때문이라고 했다.

### 1978-1979년: 《Love Beach》와 1차 해체
1977-78년 투어 이후 다음 계획을 논의하였는데 에머슨에 의하면 밴드를 지속하기 위해서는 많은 부분에 있어 잘라내야 하는데 여기에는 피아노, 베이스, 드럼 만을 가지고 연주하는 안도 있었다고 한다. 계약상 정규 앨범을 한 장 더 녹음해야 했기 때문에 이들은 에머슨의 집이 있었던 바하마의 나소 근처로 이동하여 인근에 있던 컴파스 포인트 스튜디오에서 《Love Beach》 앨범 녹음을 했다. 레이크는 제작자의 역할을 그만두었고 에머슨에게 녹음을 맡겼다. 이 앨범은 이후 ELP 스스로 자신들의 앨범으로 인정하지 않았고 단지 계약상의 의무를 이행하기 위해 제작되었다고 했다. 앨범 커버는 터크스 제도의 해변에 있는 멤버들의 사진이었는데 에머슨이 사진과 제목에 불만을 표했음에도 불구하고 그대로 발매되었다.
《Love Beach》는 1978년 11월에 발매되었고 평이 좋지 않았다. 싱글로 나온 "All I Want Is You"는 영국에서 차트에도 진입하지 못했으며 미국에서 5십만장이 팔리면서 1979년 1월, 겨우 골드 앨범의 지위를 획득했다. 파머는 여름에 고별 공연을 계획하였으나 무슨 곡을 어떻게 연주할 것인가에 대한 내부의 이견들로 인해 결국 실행되지 못했다. 해체가 거의 확실시되자 파머는 PM이라는 밴드를 만들어 앨범 《1PM》을 냈다.

### 1985-1989년: 관련활동들
1985년에 에머슨과 레이크는 레인보우의 드러머였던 코지 파월과 함께 에머슨 레이크 & 파웰을 만들었다. 파머는 재결합에 참여하지 않았는데 당시 밴드 아시아에서 활동하느라 바빴기 때문이었다. 소문에 의하면 빌 브루포드를 영입하려고도 했는데 그의 킹 크림슨과 얼스워크 활동으로 인해 불발되었다고 한다. 이들은 1986년 《Emerson Lake & Powell》 앨범 한 장만으로 냈으며 영국 차트 35위와 미국 차트 23위에 올랐고 투어를 벌이며 나이스와 에머슨, 레이크 & 파머 시절의 곡들도 연주했다.
1988년 에머슨과 파머는 로버트 베리와 함께 3이라는 밴드를 조직했고 같은 해 《To the Power of Three》라는 앨범을 냈다.

### 1991-1998년: 재결성, 《Black Moon》, 《In the Hot Seat》, 그리고 2차 해체

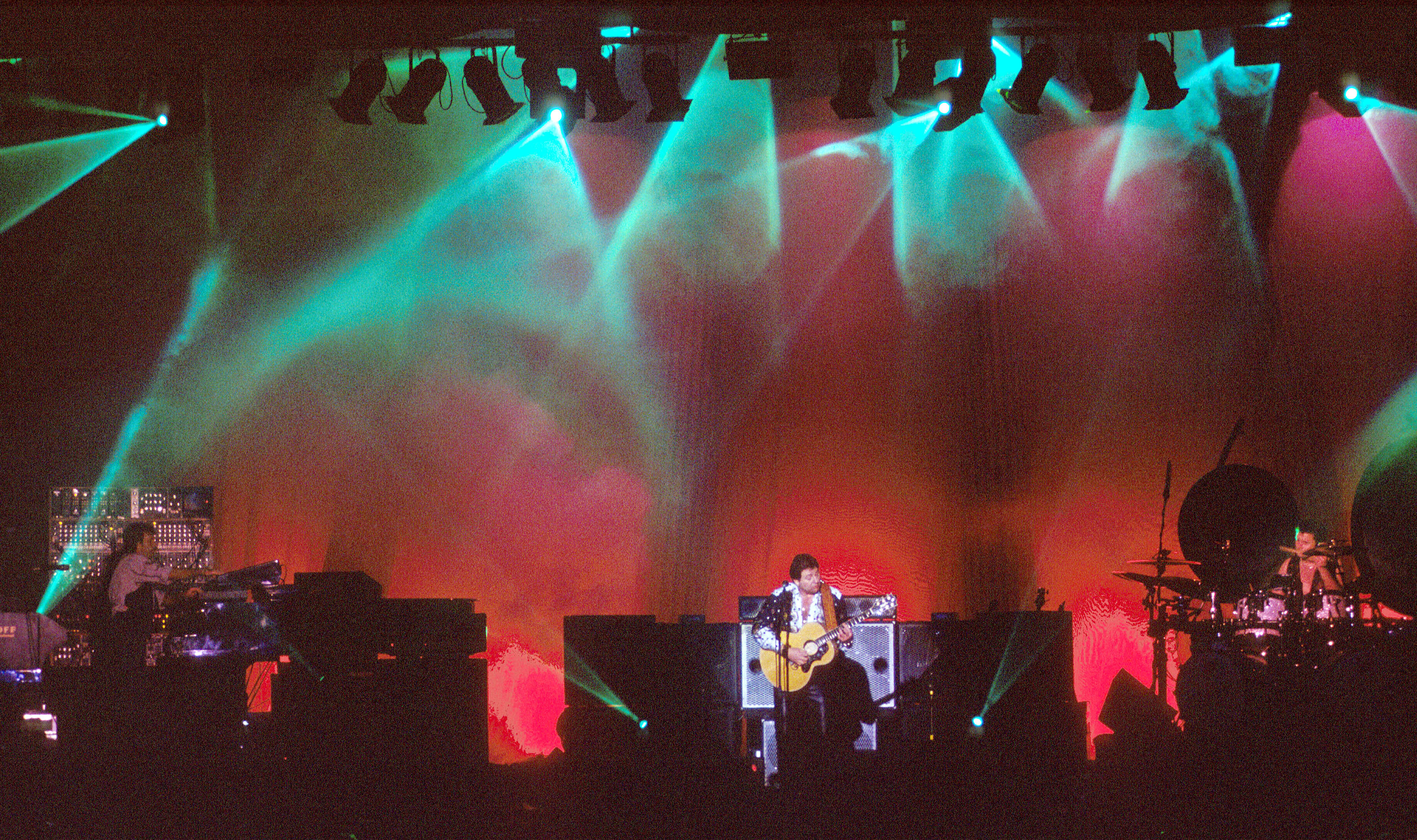
1992년 공연 중인 에머슨, 레이크 & 파머

1991년 에머슨, 레이크 & 파머는 재결합하여 1992년 컴백 앨범 《Black Moon》을 발표했다. 레이크의 목소리는 다년간의 흡연으로 인해 매우 깊어졌다. 이후 1992-3년에 걸친 투어는 성공적이었지만 파머는 한 손에 수근관 증후군을 앓고 있었고 에머슨은 반복적인 스트레스 장애로 치료 중이었다. 그리고 1994년 두 번째 앨범 《In the Hot Seat》을 냈다.
1996년 초 에머슨과 파머는 투어를 계속할 수 있을 만큼 회복되었고 이어 일본, 남미, 유럽, 미국, 캐나다에서 신곡과 함께 옛날 곡들도 연주했다. 전성기에 비하면 매우 작은 공연장인 500석 규모에서 공연하기도 했다. 하지만 새 앨범에 대한 갈등으로 인해 다시 해체한다.

### 2010-2016년: 40주년 공연과 에머슨, 레이크의 죽음
2010년 4월, 에머슨과 레이크는 어쿠스틱 곡들을 가지고 북미 투어를 시작했고 라이브 공연을 담은 4장 짜리 CD 콜렉션 《A Time and A Place》를 발표했다.
2010년 7월 25일, 에머슨, 레이크 & 파머는 40주년 공연을 런던 빅토리아 파크에서 열었고 이 공연 전체는 이후 2011년 더블 CD 라이브 앨범 《High Voltage》와 《Welcome Back My Friends》라는 제목의 DVD와 블루레이로 출시되었다.
ELP는 소니 뮤직 엔터테인먼트와 전세계 판권 계약을 맺었고 2015년에 전세계 배급을 BMG로 바꾸었다.
에머슨은 2016년 3월 11일, 스스로 입힌 총상으로 인해 사망했고 레이크는 2016년 12월 7일 암으로 사망했다.

## 영향 및 평가
2016년 《롤링 스톤》에서는 "EL&P의 필수 노래 10곡" 리스트를 발표하며 "ELP는 1970년대 록의 첫 번째 슈퍼그룹 중 하나로... 프로그레시브 록을 어두운 지하실에서 경기장을 가득 메우는 현상으로 변화시켰다. 그 중심에 있는 에머슨은 늘 거대하고 웅장한 사운드를 추구하였고 그 결과 ELP를 지금껏 탄생한 록 밴드들 중 가장 완성도가 높고 흡수력이 뛰어난 밴드가 되도록 도왔다"고 썼다. 닌텐도의 첫 비디오 게임 작곡가인 코지 콘도는 ELP가 자신의 작곡에 있어 지대한 영향을 주었다고 했으며 파이널 판타지의 다수 음악들을 만든 노부오 우에마츠 역시 ELP에게서 큰 영향을 받았다고 했다. 이들은 "진정으로 클래식을 알고 클래식 음악에 대한 존경심을 보여주었으며 또한 록과 재즈의 진정한 융합을 이루었다"고 평가된다.

성공과 영향력에도 불구하고 ELP는 비판을 받기도 했는데 1970년대에 "가식이라는 단어의 철자가 어떻게 되지? 바로 E-L-P"라는 농담이 있기도 했다. 로버트 크리스트가우는 자신의 책 《70년대의 록 앨범들》에서 "이들은 그들의 가장 가식적인 팬들과도 같이 멍청하다"고 하며 이들을 "세계에서 가장 우쭐대는 프로그레시브 그룹이다"라고 폄하했다. 올 어바웃 재즈의 존 켈만은 "자만심에 사로잡힌 ELP는 1970년대 가장 흥미진진한 새로운 밴드들 중 하나에서 불과 몇 년 만에 자위행위의 과잉과 자기확대의 정의가 되어버렸다"고 하면서 "정상에서 추락한 ELP는 프로그레시브 록의 모든 잘못된 것을 보여준다"고 했다. 폴 스텀프는 《프로그레시브 록의 역사》에서 비슷하게 프로그레시브 록이 인기를 잃었을 때 그들의 퇴폐적인 모습을 비판하며 "ELP가 1977년 청취자, 평론가, 그리고 궁극적으로 자신에게 한 일들을 하게 만든 이유는 추측할 수 밖에 없다. 하지만 확실한 것은 그것이 그들을 영원히 악명높게 만들었다는 것이다. 펑크는 제외하더라도 음악적 분위기가 더 이상 음반과 공연에 있어 서사시적인 스타일이 유행에 뒤떨어져 있음을 확신시킬 만큼 바뀌지 않았던가?"라고 했다. DJ 존 필은 더 나아가 ELP는 "재능과 전력의 비극적 낭비"라고까지 했다. ELP에 대한 평가에서 팝매터스의 숀 머피는 ELP를 사랑하던 싫어하던 이들이 "무절제함을 마치 용기의 배지"인양 달았음을 다음과 같이 말했다. 
프로그레시브 록에 알레르기 반응을 일으키는 모든 이들에게 공포를 일으키는 세 개의 단어가 있다. 바로 에머슨, 레이크, 파머다. 아직도 라디오에서 정기적으로 나오는 곡들이 있을 정도로 인기있지만 그 때 그 시절의(70년대) 그 밴드들 중 하나로 강등될 만큼 모호해졌으며 좋든 나쁘든 다른 밴드들이라면 시도하지 않았을 것들을 시도할 만큼 충분히 야심차고 고고한 척하며 유행을 퍼뜨린느 이들이 목청껏 조롱을 할만큼 허세를 부렸다. 그리고 앨범 커버는 그것이 좋은 쪽이든 나쁜 쪽이든 결코 잊혀지지 않을 만큼 끔찍하다.

## 구성원
- 키스 에머슨 (Keith Emerson) – 키보드, 신시사이저
- 그렉 레이크 (Greg Lake) – 베이스 기타, 어쿠스틱/일렉트릭 기타, 하모니카, 보컬
- 칼 파머 (Carl Palmer) – 드럼, 퍼커션

## 음반 목록
- Emerson, Lake & Palmer (1970)
- Tarkus (1971)
- Pictures at an Exhibition (1971)
- Trilogy (1972)
- Brain Salad Surgery (1973)
- Works Volume 1 (1977)
- Works Volume 2 (1977)
- Love Beach (1978)
- Black Moon (1992)
- In the Hot Seat (1994)